# Klaus Jancke
Klaus Jancke (* 13. April 1940 in Quakenbrück) ist ein Konteradmiral außer Dienst der Marine der Bundeswehr.

## Leben
Jancke trat am 1. April 1959 als Teil der Crew 4/59 in die Bundeswehr ein. Von 1971 bis 1973 besuchte er den 13. Admiralstabslehrgang an der Führungsakademie der Bundeswehr in Hamburg. Ab 1976 war er für zwei Jahre Generalstabsoffizier beim Stabsabteilungsleiter III im Führungsstab der Streitkräfte im BMVg in Bonn.
Als Fregattenkapitän war Jancke von Juni 1979 bis März 1981 Kommandeur des 2. Schnellbootgeschwaders. Nach nationalen Führungsverwendungen diente er vom 1. April 1981 bis 30. September 1984 Principal Staff Officer to DSACEUR bei der NATO. Er war dort als Kapitän zur See Büroleiter des Generals Günter Kießling, des damaligen Stellvertreters des Obersten Alliierten Befehlshabers Europa. Jancke war auch in der Kießling-Affäre involviert und stand im Kontakt mit Hans-Henning von Sandrart, welcher die frühzeitigere Absetzung Kießlings forcierte.
Als Kommandeur des Marineführungsdienstkommandos war Jancke von April 1986 bis September 1987 eingesetzt. Später war er Stabsabteilungsleiter im FüM im BMVg in Bonn und wurde von hier kommend vom 1. Oktober 1991 bis 25. März 1992 Chef des Stabes und Stellvertretender Amtschef des Marineamtes. Er wurde Beauftragter des Inspekteurs der Marine für die Marinestruktur 2005 und war als Flottillenadmiral vom 1. Juli 1993 bis 31. März 1995 Assistant Chief of Staff Ops / Log (AFNORTHWEST) in High Wycombe in Großbritannien. Von April 1995 bis März 1997 war Jancke stellvertretender Inspekteur der Marine und Chef des Stabes. Zuletzt hatte er den Dienstgrad eines Konteradmirals inne und wurde mit Ablauf des Dezember 1996 in den Ruhestand versetzt.
Jancke ist verheiratet, hat eine Tochter und drei Söhne.

## Auszeichnungen
- 1993: Commandeur de l’Ordre national du Mérite